# Kraskögle
Kraskögle este o arie protejată (arie specială de conservare — SAC, sit de importanță comunitară — SCI) din Suedia întinsă pe o suprafață de 47,1 ha, integral pe uscat.

## Localizare
Centrul sitului Kraskögle este situat la coordonatele 57°16′59″N 15°47′04″E / 57.2831°N 15.7845°E.

## Înființare
Situl Kraskögle a fost declarat sit de importanță comunitară în aprilie 2003 pentru a proteja 1 specie de plante. Situl a fost protejat și ca arie specială de conservare în martie 2011.

## Biodiversitate
Situată în ecoregiunea boreală, aria protejată conține 2 habitate naturale: Taiga vestică, Păduri fino-scandinave bogate în ierburi cu Picea abies.
La baza desemnării sitului se află o specie protejată de  plante: Buxbaumia viridis.